# Ефеминација
Ефеминација или феминизација је појава када особа, која је по спољашњем изгледу и секундарним полним карактеристикама мушкарац, манифестује осећања карактеристична за жену, сматра се женом, а често се тако и понаша. Једна група таквих особа су трансродне особе.